# 马穆拉斯

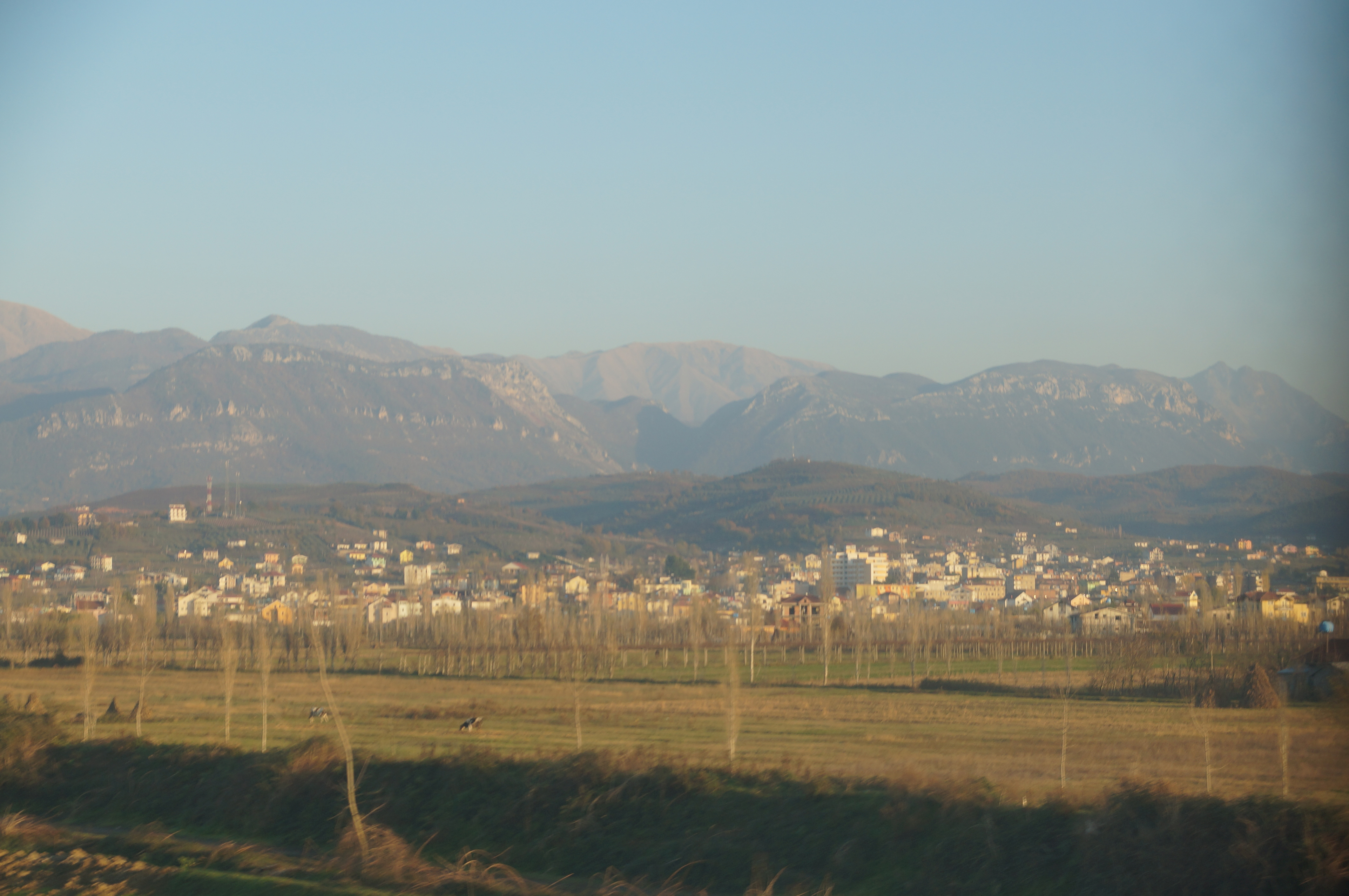
全景图

马穆拉斯是阿爾巴尼亞西北部列澤州庫爾賓市镇内的城鎮。原为独立的市镇，在2015年地方行政改革后成为库尔宾市镇的一部分。距離首都地拉那約35公里，距离地中海海岸8公里。面積75.7平方公里，海拔高度28米，2011年人口15,284。
2019年11月30日，马穆拉斯附近發生Mw6.4地震，造成至少50人死亡。

## 外部連結
- 库尔宾市镇官方网站 （页面存档备份，存于） （阿爾巴尼亞文）